# Université de Leyde
L'université de Leyde (en néerlandais, Universiteit Leiden) est une université néerlandaise fondée en 1575 située à Leyde. Elle est la plus ancienne université des Pays-Bas.
Au cours de l'année scolaire de 2015 à 2016, l'université compte 25 800 étudiants et est classée parmi les cent meilleures du monde selon les classements THE (67e), QS (95e) et ARWU (82e). Elle se trouve dans les cinq meilleures au monde pour l’administration publique et dans les dix meilleures pour l'archéologie, ainsi que pour les humanités classiques et l'histoire ancienne,,.

## Histoire

### Fondation
Pour remercier les habitants de Leyde de leur résistance contre les Espagnols, le prince Guillaume Ier d'Orange leur accorde le droit d'avoir une université (nom latin : Academia Lugduno-Batava), ainsi qu'une bibliothèque.

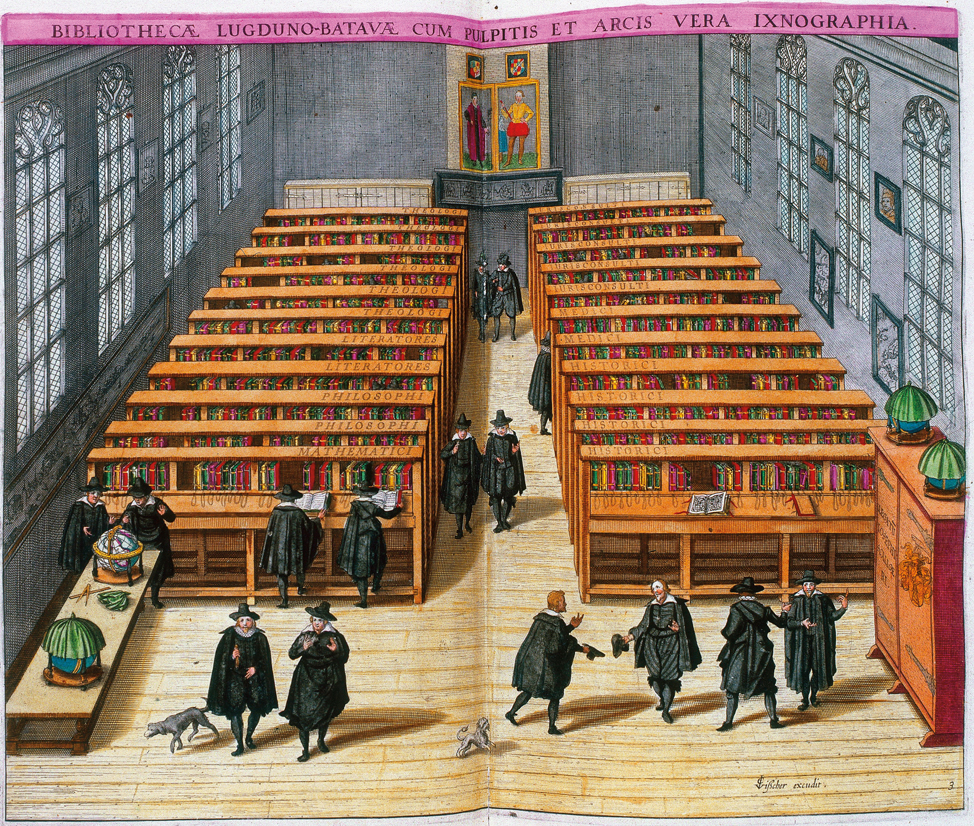
Bibliothèque universitaire de Leyde par Woudanus (1610).

L'université de Leyde est la première université néerlandaise et ouvre officiellement le 8 février 1575, considéré comme son dies natalis. Elle a pour premiers locaux l'ancien couvent dominicain, situé sur le canal du Rapenburg. L'observatoire de Leyde, créé en 1633, est l'un des plus anciens observatoires universitaires du monde.

### Hôpital universitaire

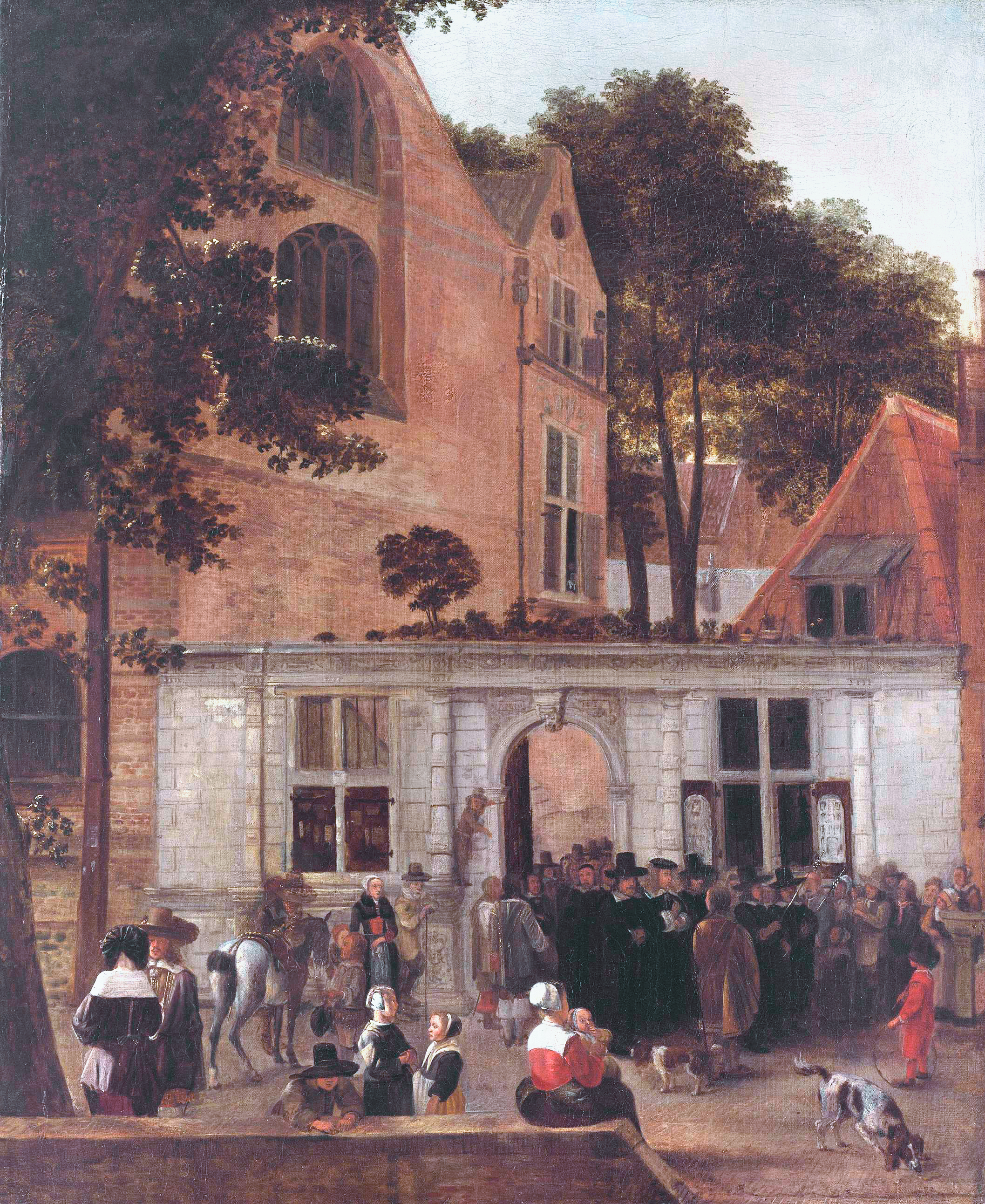
Cérémonie de remise des diplômes, par Van der Burch (années 1650).

À partir de 1681, sous l'impulsion du médecin huguenot Charles Drelincourt, l'université de Leyde commence à enseigner la médecine d'une nouvelle manière : les cours magistraux ne s'organiseraient plus autour des Anciens (au sens médiéval du terme), mais autour de sujets médicaux, illustrés par l'examen clinique des malades et par des autopsies.
Hermann Boerhaave développe pleinement cette pratique nouvelle, ce qui le fait regarder comme le fondateur de l'hôpital universitaire moderne et de la médecine clinique, ou plus exactement de l'enseignement médical au chevet des malades. Sa renommée lui vaut la présence de Pierre le Grand à ses cours lors de son séjour aux Pays-Bas en 1715.

### Époque contemporaine
En 1911, Albert Einstein fait ses débuts en tant que professeur invité à l'université de Leyde, ville qu'il nomme « ce morceau de terre délicieux sur cette planète stérile ». Il réside alors avec sa femme chez Hendrik Lorentz. En 1920, il est nommé professeur spécial, travaillant avec Heike Kamerlingh Onnes entre autres, ce dernier réalisant des premières mondiales dans le laboratoire de l'université.

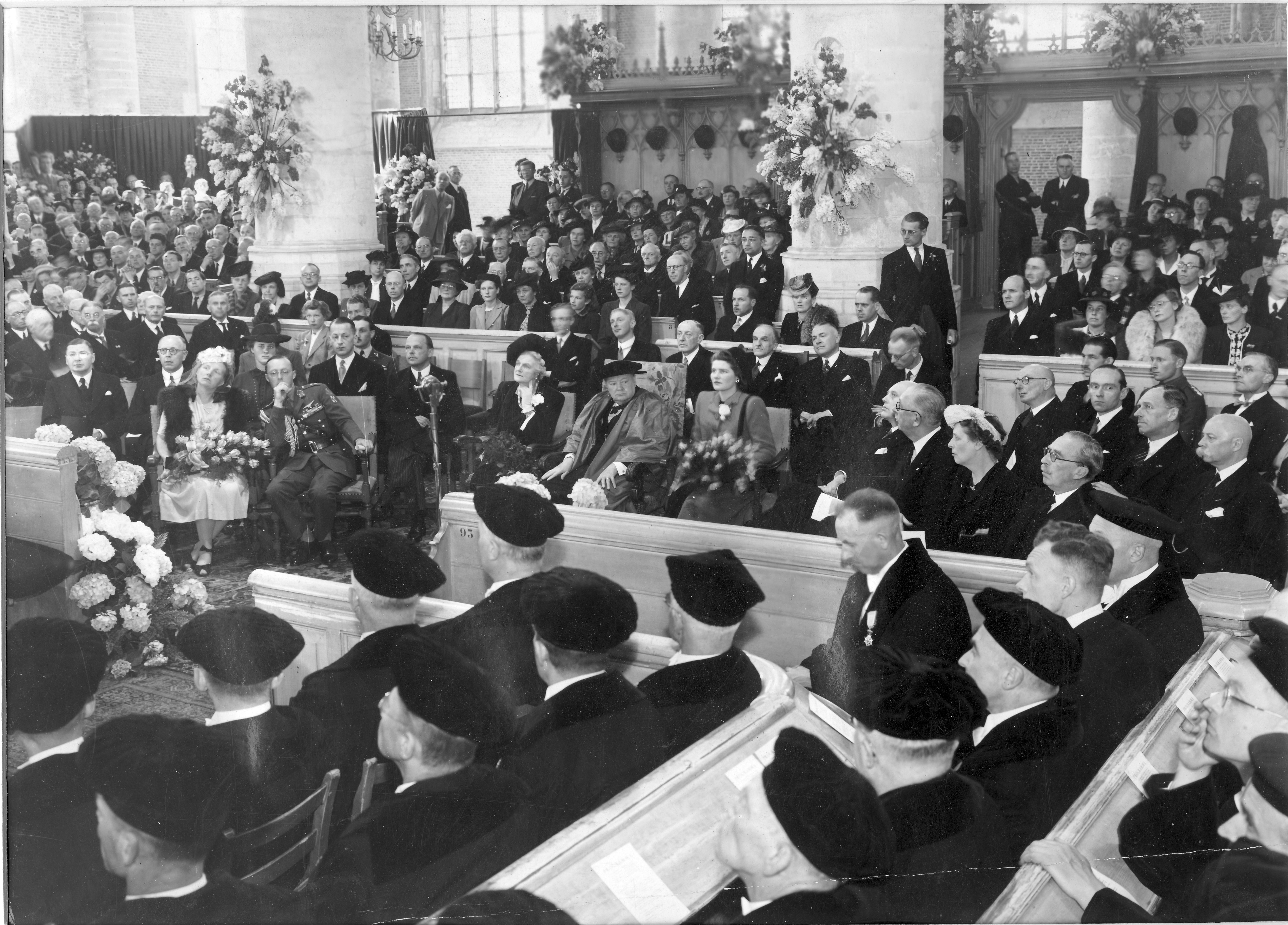
Winston Churchill reçu à Leyde pour la remise de son doctorat honoris causa en 1946.

Avec le prix Nobel de médecine de Niels Jerne en 1984, l'université de Leyde compte 16 prix Nobel (pour des anciens étudiants et des chercheurs) au cours de son histoire. En 1998, le campus annexe de l'université à La Haye est inauguré. Le 1er septembre 2008, les facultés de théologie, de lettres, de philosophie et d'art fusionnent pour donner naissance à la nouvelle faculté des sciences humaines. La bibliothèque universitaire de Leyde compte actuellement plus de 5,2 millions d'ouvrages, dont la plus importante collection au monde sur l'Indonésie.

## Organisation
En 2006, l'université compte sept facultés (elles-mêmes divisées en instituts) : faculté d'archéologie, faculté de sciences humaines, faculté de médecine (existe depuis la création de l'université), faculté de droit (existe depuis la création de l'université), faculté de sciences sociales, faculté de mathématiques et de sciences naturelles et faculté de gouvernance et d'affaires mondiales (à La Haye).

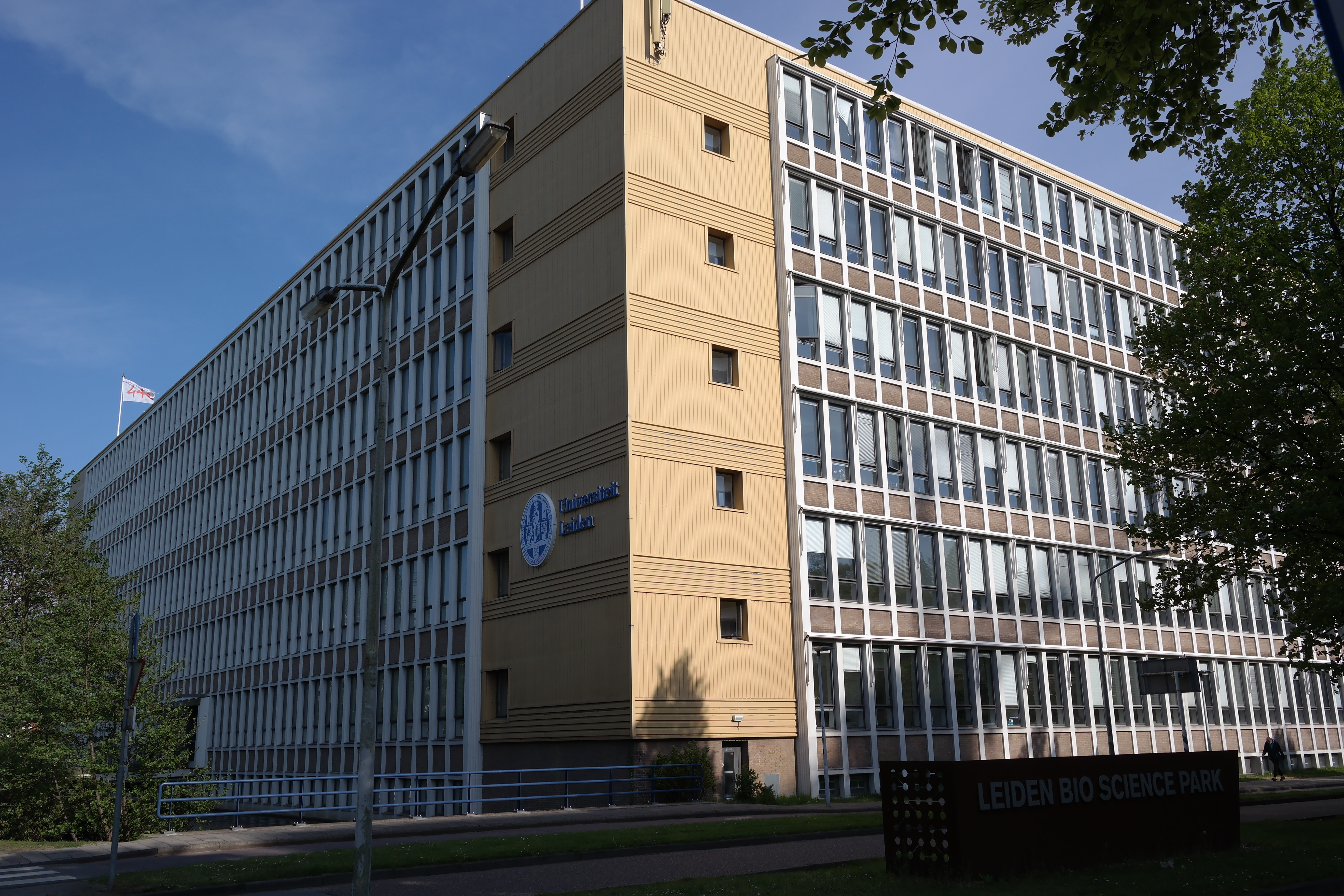
Faculté de sciences sociales.
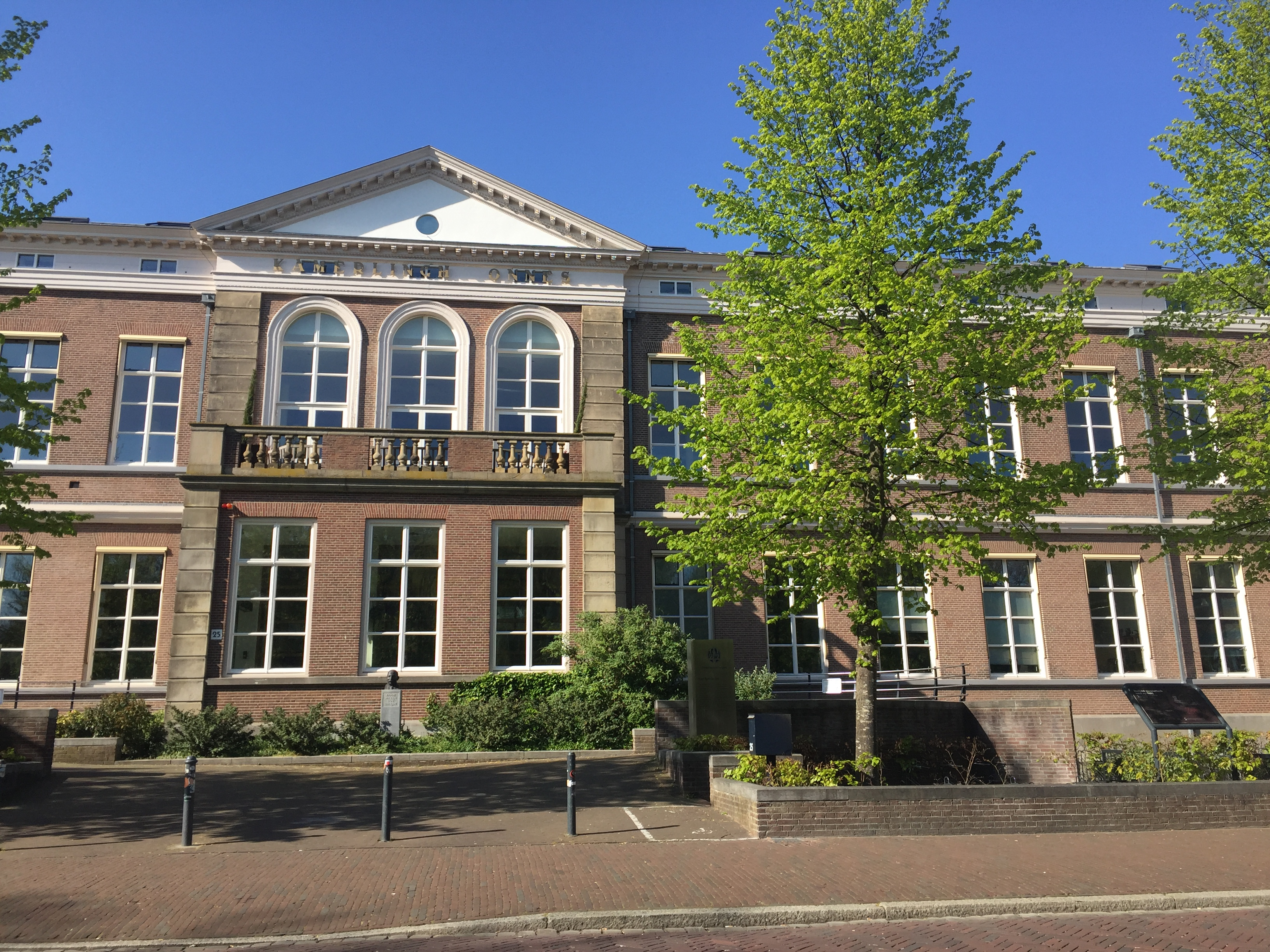
Faculté de droit (ancien laboratoire de physique).
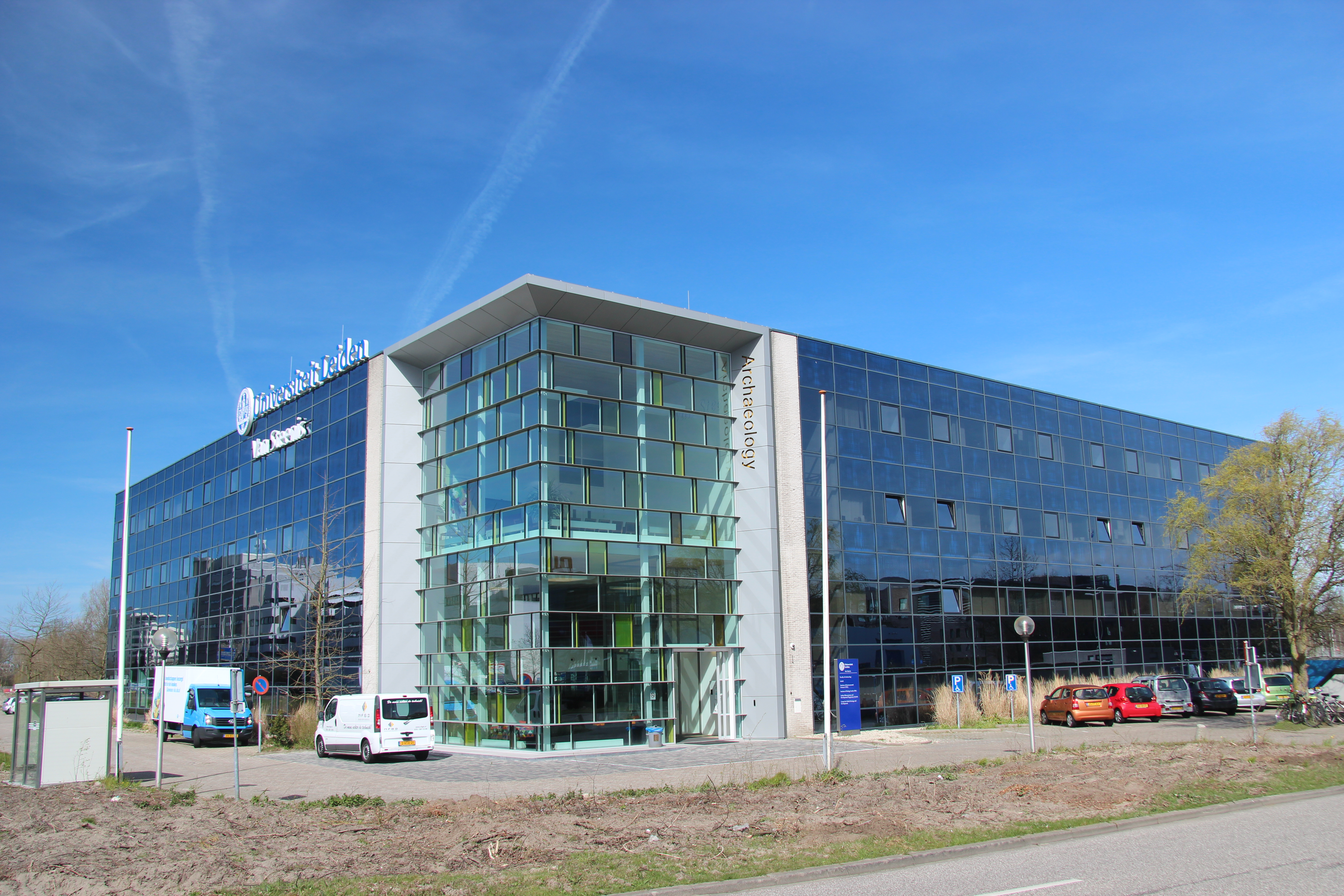
Faculté d'archéologie.
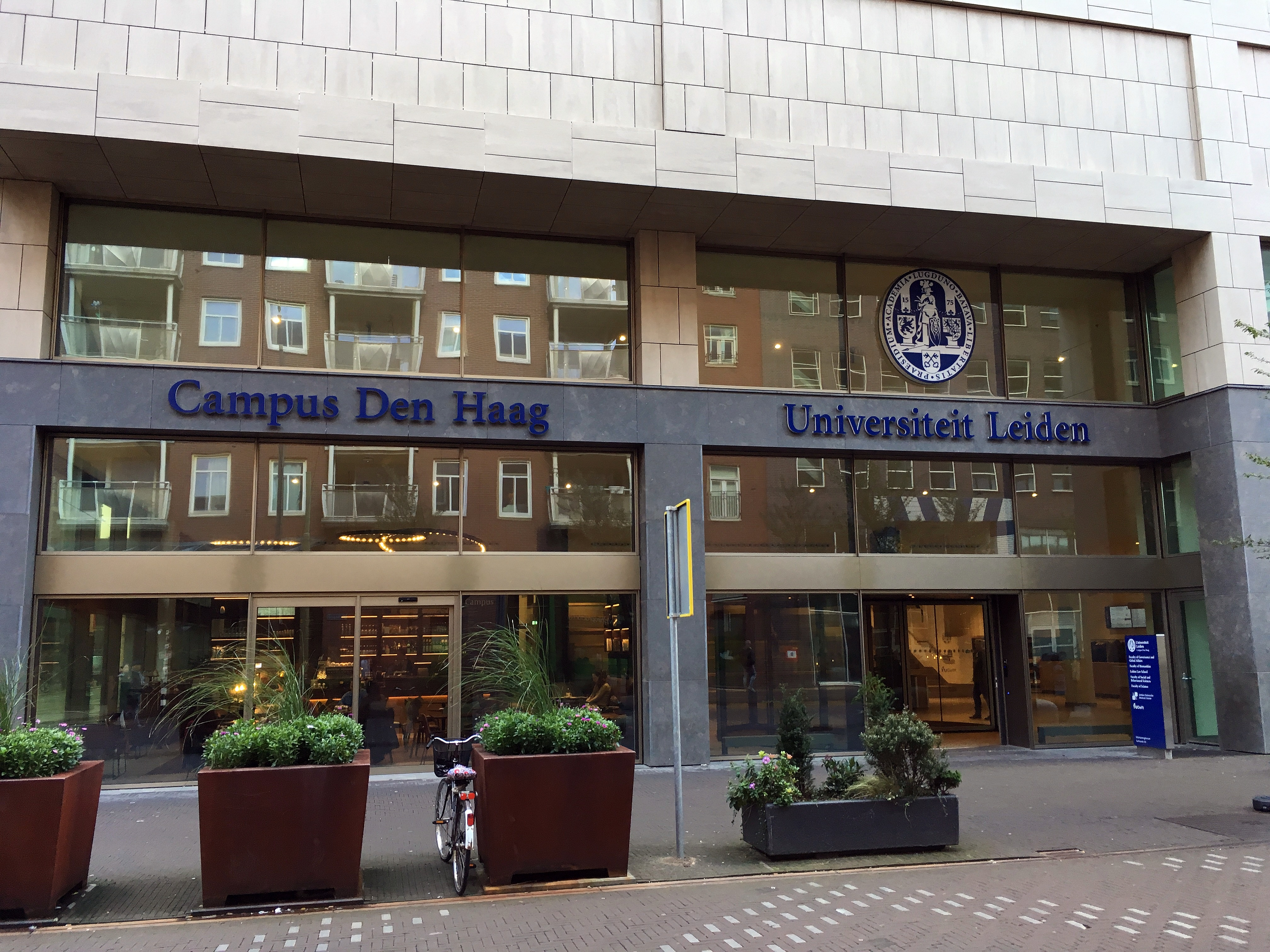
Faculté de gouvernance et d'affaires mondiales.
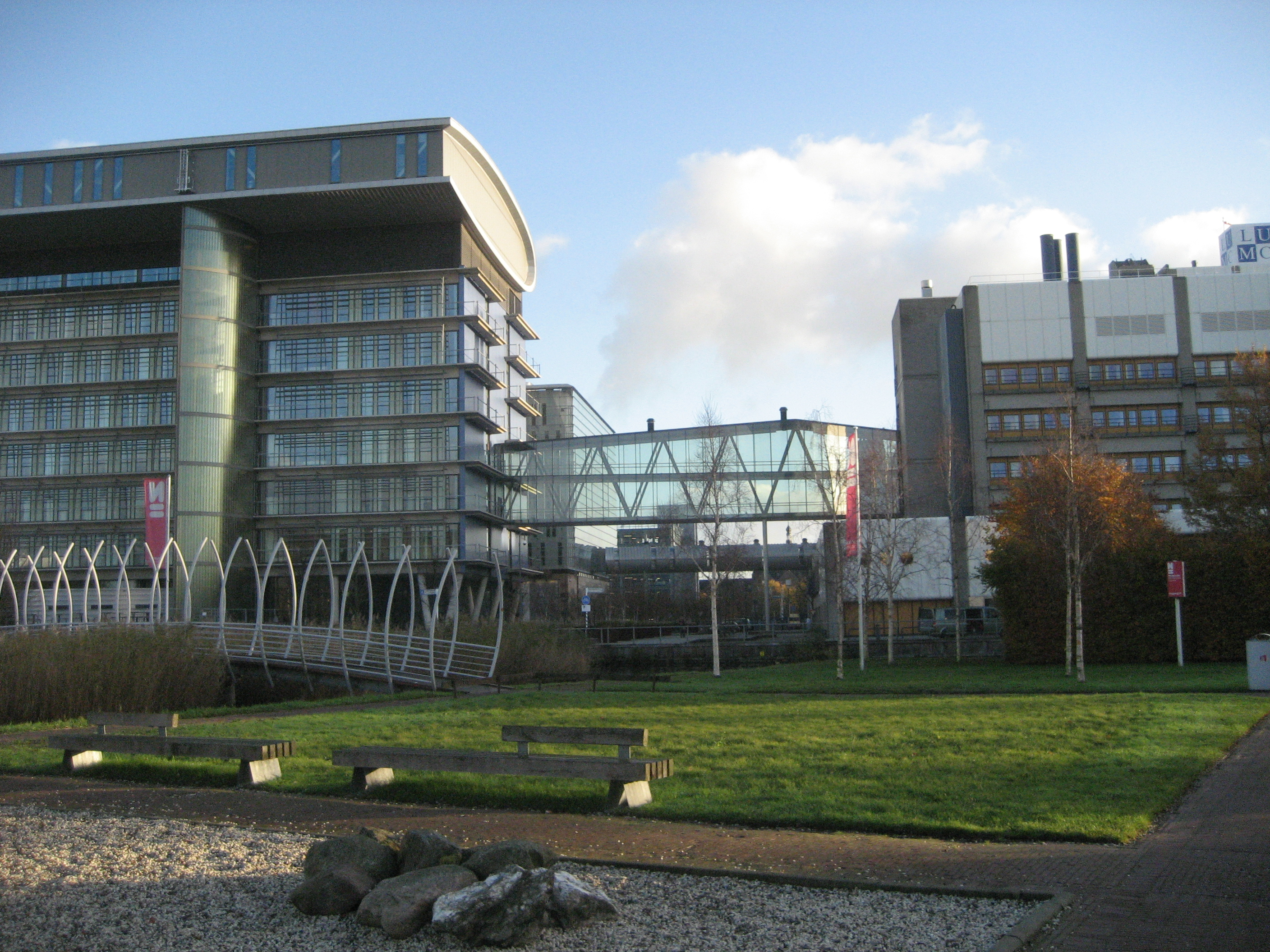
Faculté de médecine.

L'université de Leyde est renommée pour sa faculté d'archéologie. Ainsi, en 2018, le classement mondial des universités QS la classe comme la 1re faculté d'archéologie d'Europe continentale et la 8e mondiale derrière l'université Stanford aux États-Unis. Elle n'a fait qu'augmenter dans le classement depuis 2016 passant de 10e mondiale à 9e en 2017 puis à sa position actuelle aujourd'hui.
La faculté d'archéologie de Leyde est fondée par Caspar Reuvens (1793-1835), l'un des pionniers de l'archéologie moderne, à une époque où l'archéologie en tant que discipline distincte se développe. En effet, le 13 juin 1818, le roi Guillaume Ier signe un décret autorisant Reuvens à devenir professeur d'archéologie à Leyde, faisant ainsi de lui le premier professeur connu de cette discipline. Le Rijksmuseum van Oudheden (musée national des antiquités), situé à Leyde, est né de la collection de l'Université.
Will Roebroeks, professeur d'archéologie du Paléolithique, en 2007, suivi de Corinne Hofman, professeur d'archéologie des Caraïbes, en 2014, remportent le prix Spinoza. Parmi les autres professeurs actuels de la faculté, on compte Sada Mire, une archéologue suédo-somalienne connue pour sa lutte pour la sauvegarde des antiquités menacées au Somaliland, ou Maarten Jansen, auteur de découvertes sur la civilisation Mixtèques, ainsi que Jean-Jacques Hublin, paléoanthropologue français membre du Collège de France. L'étruscologue Lammert Bouke Van der Meer est professeur d'archéologie classique à Leyde dans les années 1990. Parmi les anciens  étudiants connus de la faculté se trouvent Senarath Paranavithana (1896-1972), archéologue du Sri Lanka, ou encore Peter von Dommelen, professeur à l'université Brown aux États-Unis. Henri Frankfort (1897-1954), égyptologue néerlandais, obtient son doctorat à l'université de Leyde. Le botaniste et archéologue Thomas van der Hammen (1924-2010) étudie aussi à Leyde.
|                                        | 2013 | 2014 | 2015 | 2016 | 2017 | 2018 |
| -------------------------------------- | ---- | ---- | ---- | ---- | ---- | ---- |
| Archéologie                            | 28e  | 28e  | 29e  | 10e  | 9e   | 8e   |
| Études classiques et histoire ancienne |      |      |      |      |      | 6e   |
| Histoire                               |      |      |      | 19e  | 17e  | 15e  |

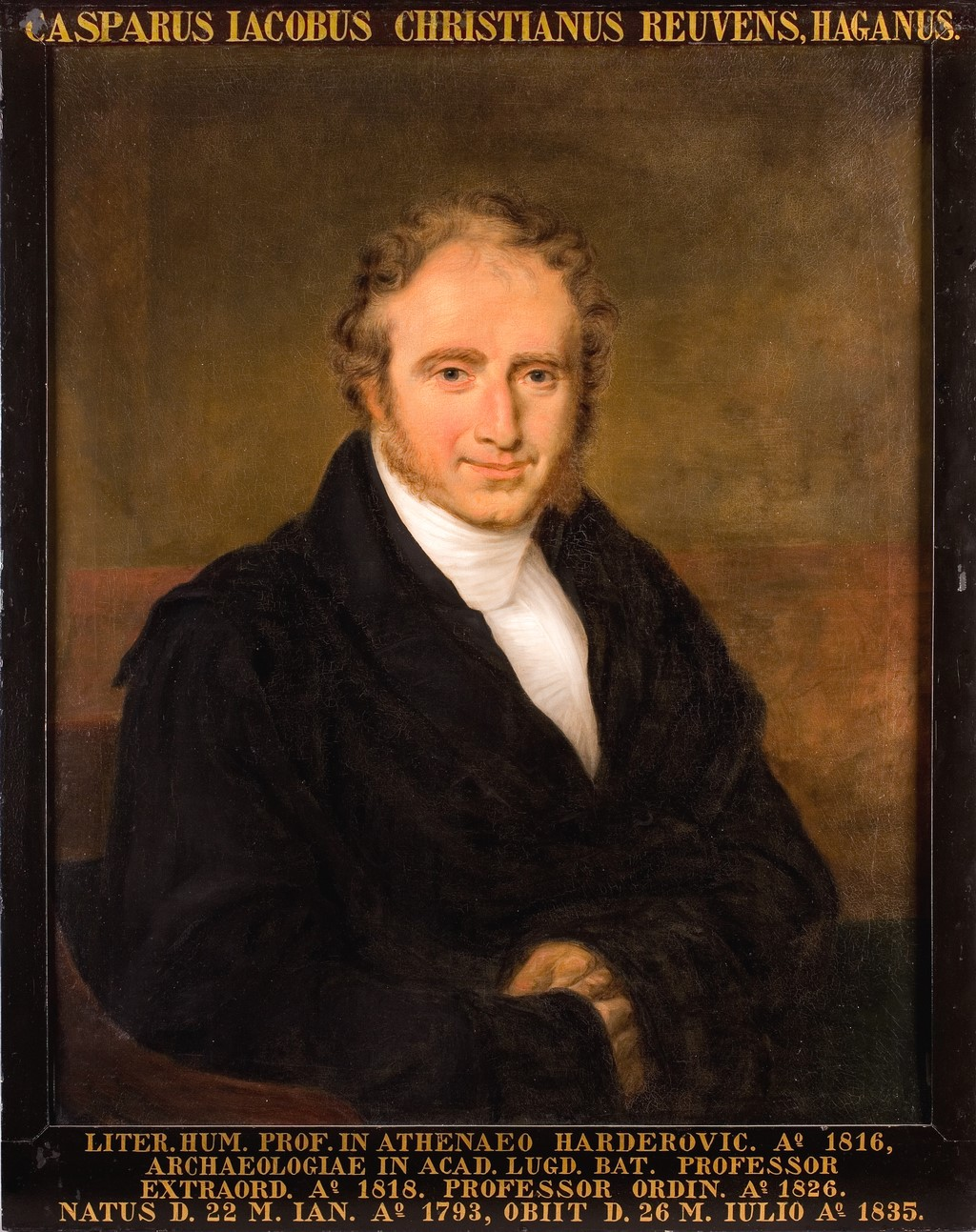
Caspar Reuvens, premier professeur d'archéologie au monde.
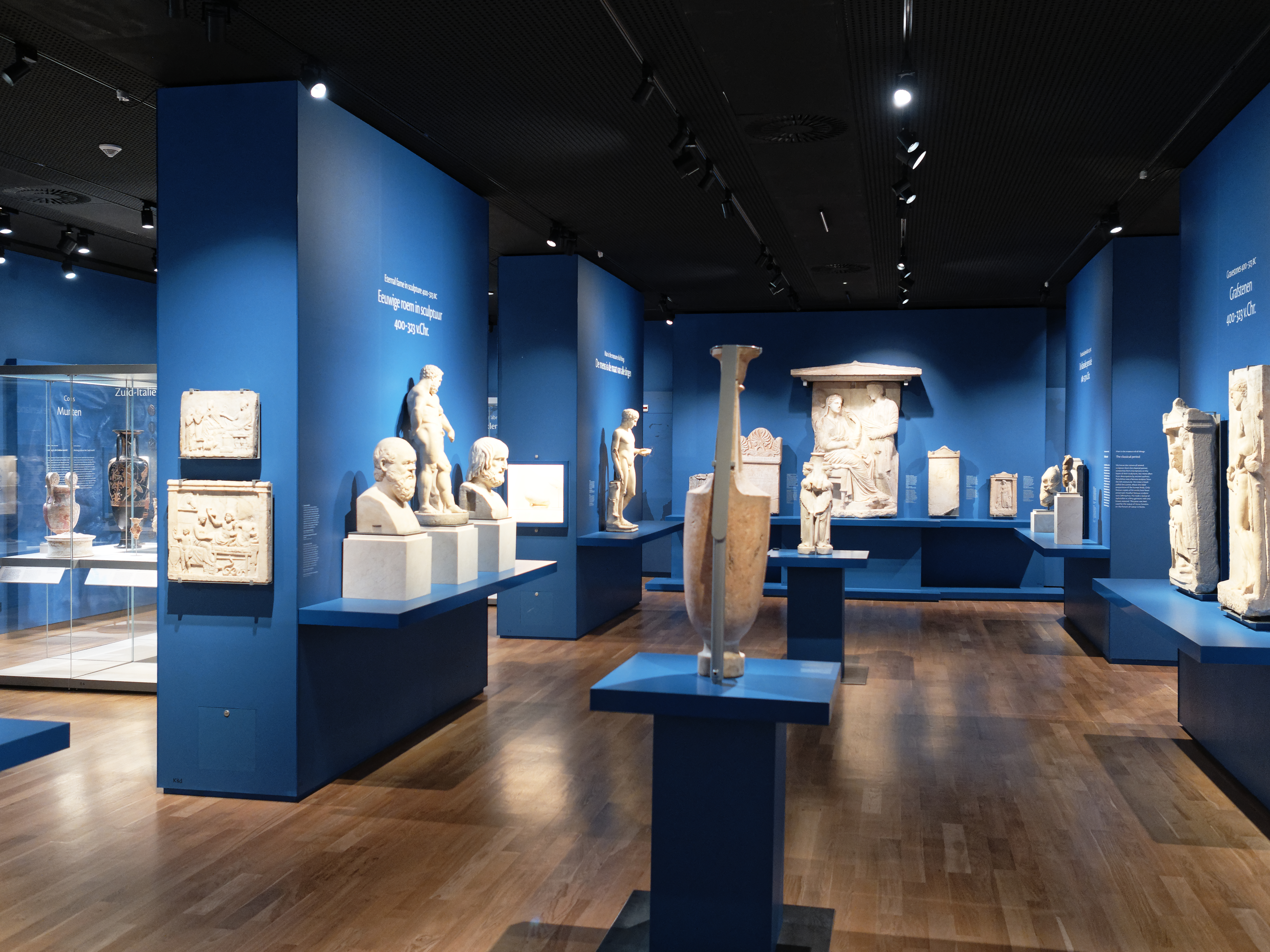
Intérieur du Rijksmuseum van Oudheden.
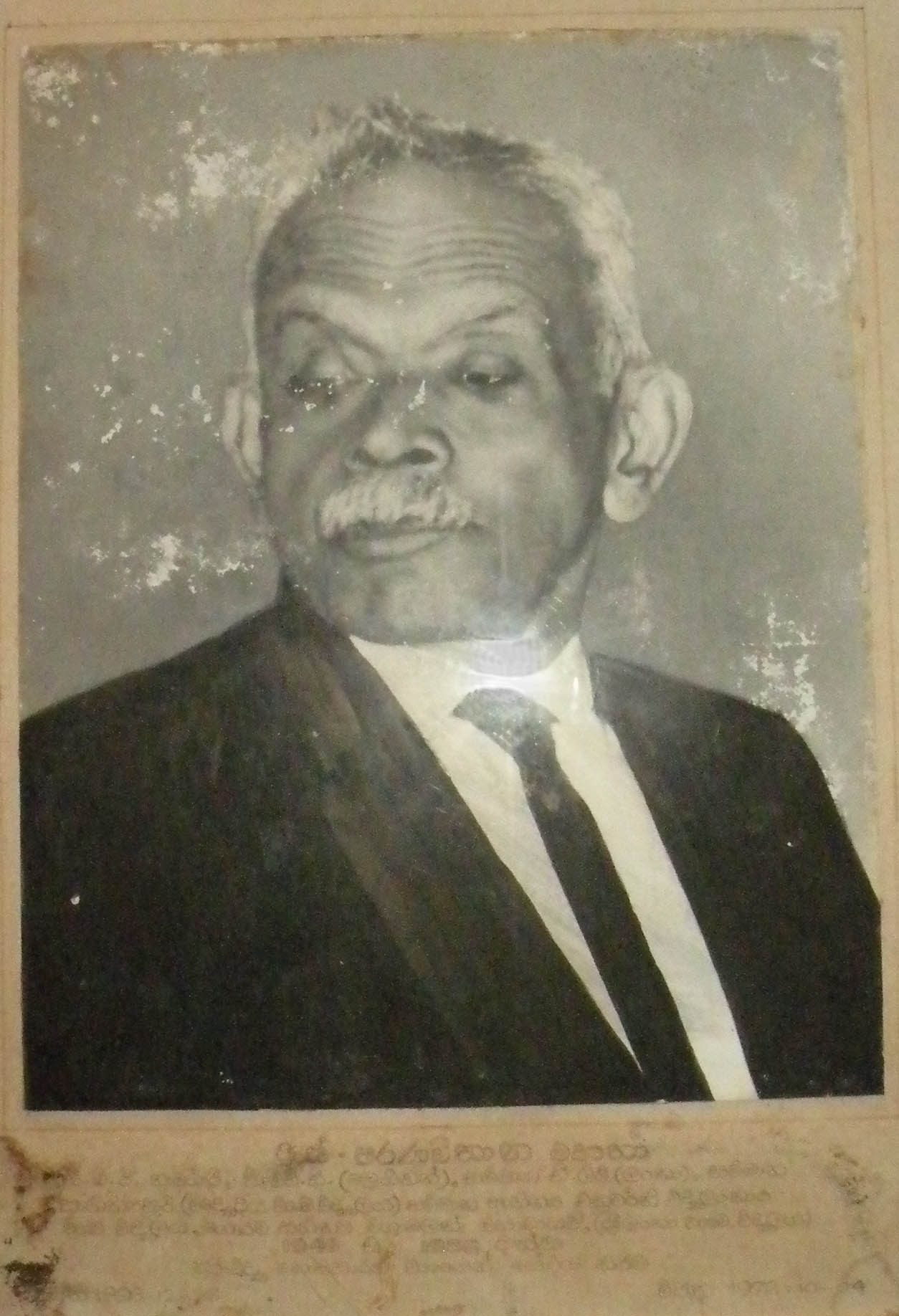
Senarath Paranavithana, père de l'archéologie du Sri Lanka.
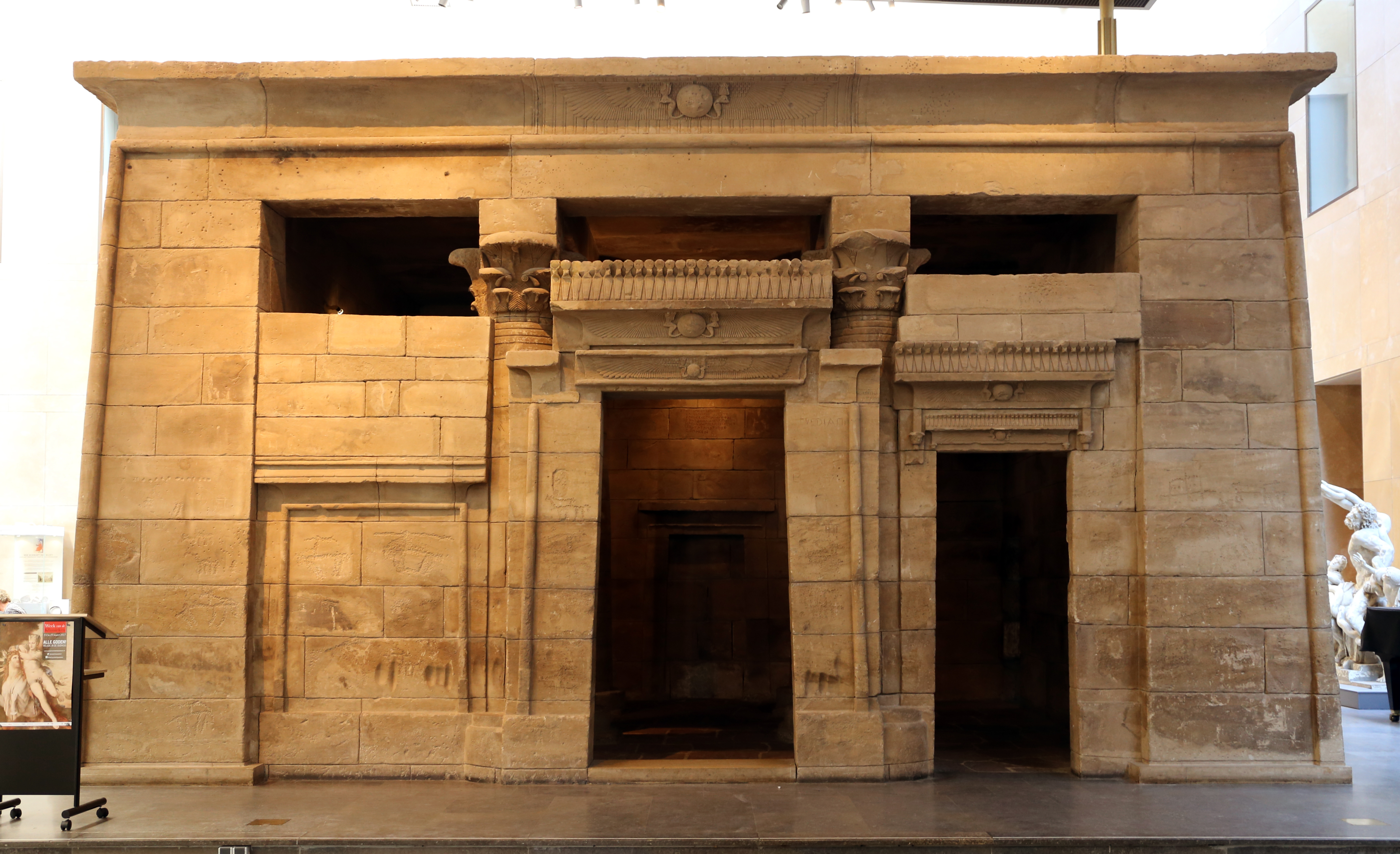
Le temple de Tafa, à Leyde.

## Personnalités liées à l'université
L'université est fréquentée au cours du temps par des membres de la famille royale néerlandaise et plusieurs grandes figures politiques en devenir, aussi bien néerlandaises, à l'image de Johan Thorbecke, Abraham Kuyper, Jaap de Hoop Scheffer et Mark Rutte, qu'étrangères, tel le Premier ministre britannique John Stuart Bute, le théologien islamique Nasr Hamid Abu Zayd et le président américain John Quincy Adams. Elle accueille également les futurs lauréats de prix Nobel Jacobus Henricus van 't Hoff, Hendrik Lorentz, Pieter Zeeman et Johannes Diderik van der Waals, ainsi que des artistes et penseurs à l'image du peintre Rembrandt, de l'auteur Ayaan Hirsi Ali, du réalisateur Paul Verhoeven, du juriste Hugo Grotius et des philosophes René Descartes et Thomas Browne.
- Nasr Hamid Abû Zayd
- Nora Achahbar
- John Quincy Adams
- Nebahat Albayrak
- Bernhard Siegfried Albinus
- Ayaan Hirsi Ali
- Jacobus Arminius
- Tobias Asser
- Christine Bakker-van Bosse
- Jean-Baptiste Bassand
- Beatrix des Pays-Bas
- Nicolaas Bloembergen
- Paul Blokhuis
- Johannes Friedrich Böckelmann
- Herman Boerhaave
- Bart Bok
- Frits Bolkestein

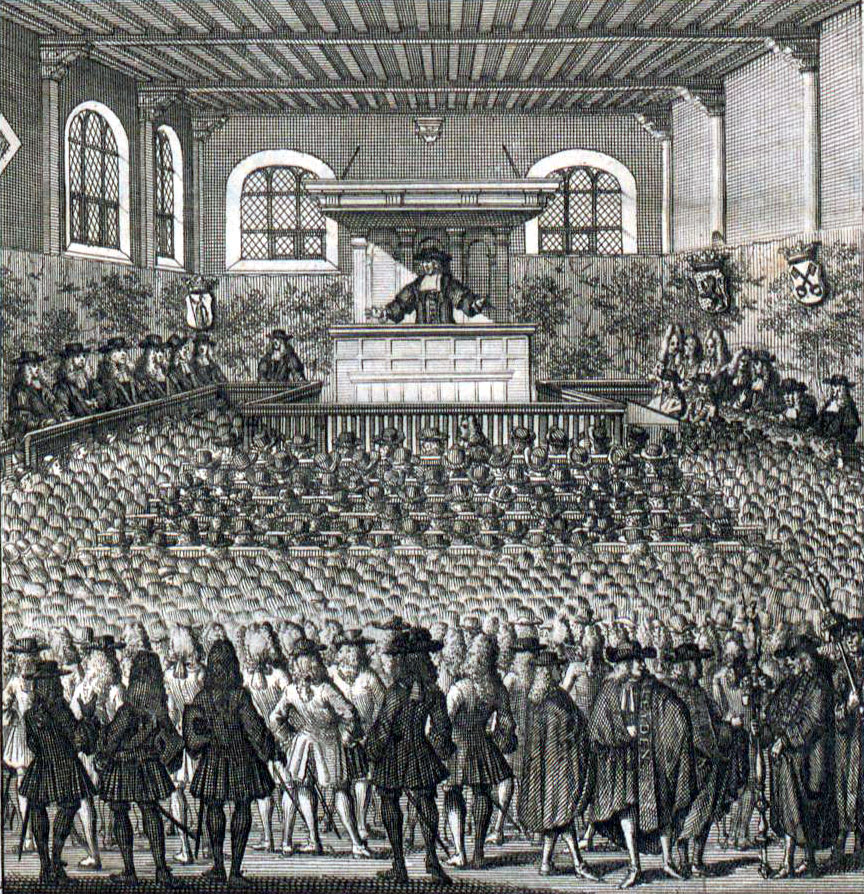
Un cours magistral d'Hermann Boerhaave à Leyde en 1715.

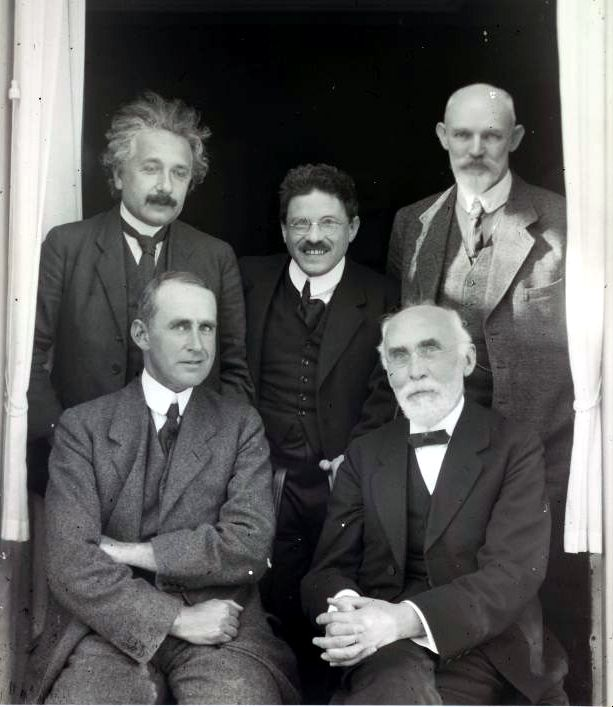
Einstein, Ehrenfest, De Sitter, Eddington et Lorentz à Leyde (1923).

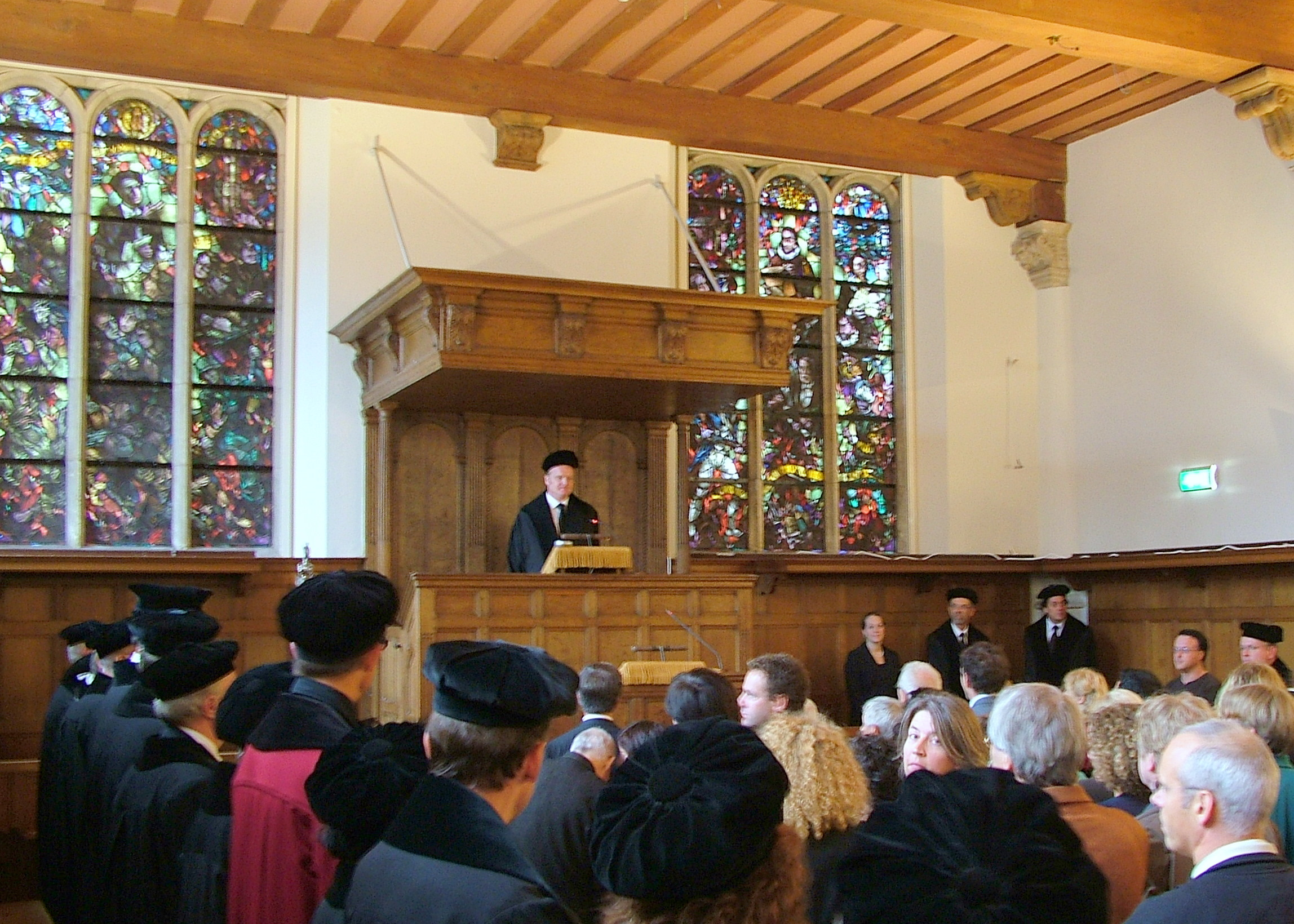
Leçon inaugurale (2008).

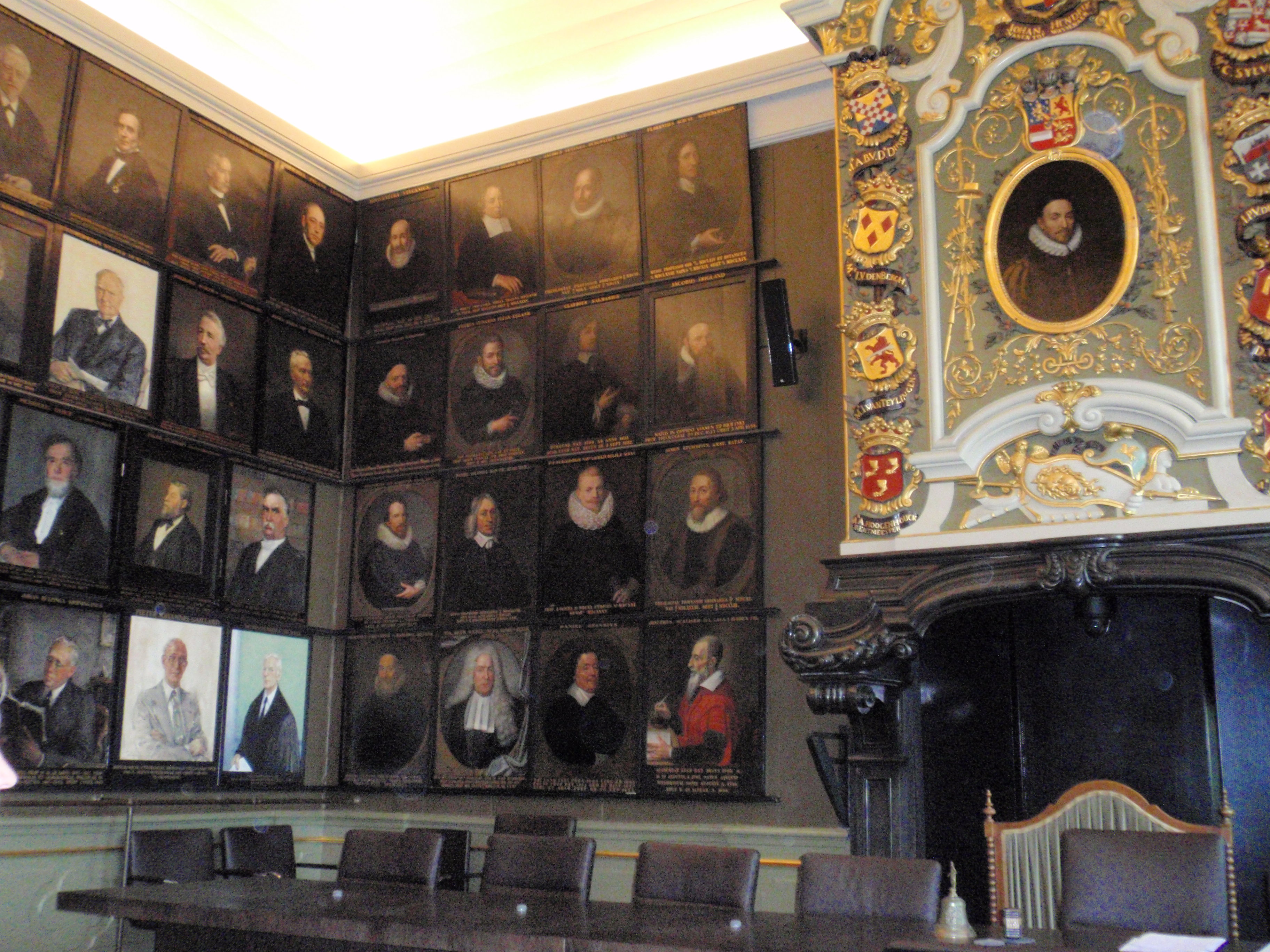
La Senaatskamer, où sont organisées les cérémonies de promotion.

- Gerardus Johannes Petrus Josephus Bolland
- Thomas Browne
- Jet Bussemaker
- John Stuart Bute
- Ludolph van Ceulen
- Carolus Clusius
- Constantin des Pays-Bas
- Edsger Dijkstra
- René Descartes
- Arthur Eddington
- Paul Ehrenfest
- Albert Einstein
- Willem Einthoven
- Rhijnvis Feith
- Enrico Fermi
- Henry Fielding
- Michael Jan de Goeje
- Jacob Golius
- Franciscus Gomarus
- Lilian Gonçalves-Ho Kang You, avocate surinamaise
- Jacobus Gronovius
- Hugo Grotius
- Guillaume d'Orange, dit le Taciturne
- Guillaume-Alexandre des Pays-Bas
- Jakab Harsányi Nagy
- Theo Heemskerk
- Daniel Heinsius
- Jacobus Henricus van 't Hoff
- Dirk Christiaan Hesseling
- Wopke Hoekstra
- Johan Huizinga
- Antonius Hulsius
- Niels Jerne
- Juliana des Pays-Bas
- Heike Kamerlingh Onnes
- Johan Hendrik Caspar Kern
- Hannele Klemettilä
- Tjalling Koopmans
- Abraham Kuyper
- Justus Lipsius
- Hendrik Lorentz
- Bernard Mandeville
- Margriet des Pays-Bas
- Frank Merle
- Athalia Molokomme
- Pieter van Musschenbroek
- Joachim Nuhout van der Veen
- Jan Hendrik Oort
- Ivo Opstelten
- Casimir Oudin
- Brigitte Pakendorf
- Jan David Pasteur
- Jacob Adriaan Nicolaas Patijn
- Jacobus Perizonius
- Pieter Willem Pestman
- Ronald Plasterk
- Rembrandt van Rijn
- Caspar Reuvens
- John Robinson
- Sylvie Roke
- David Ruhnken
- Charles Ruijs de Beerenbrouck
- Mark Rutte
- Joseph Juste Scaliger
- Jaap de Hoop Scheffer
- Louis Seutin
- Willem de Sitter
- Willebrord Snell
- Simon Stevin
- Albert Szent-Györgyi
- Igor Tamm
- Johan Rudolf Thorbecke
- Jan Tinbergen
- Nikolaas Tinbergen
- Franca Treur
- Maria Ulfah Santoso
- Paul Verhoeven
- Théophile de Viau
- Gerhard Johann Vossius
- Johannes Diderik van der Waals
- Antoine de Waele
- Johan de Witt
- Pieter Zeeman
- Erik-Jan Zürcher